# Thomas Sjöberg (piłkarz)
Thomas Sjöberg (ur. 6 lipca 1952 w Helsingborgu) – były szwedzki piłkarz występujący na pozycji pomocnika.

## Kariera klubowa
Sjöberg zawodową karierę rozpoczynał w 1974 roku w klubie Malmö FF. W 1974 oraz 1975 zdobywał z klubem Puchar Szwecji oraz mistrzostwo Szwecji. W 1976 roku wywalczył z zespołem wicemistrzostwo Szwecji. Pod koniec 1976 roku trafił do niemieckiego Karlsruher SC. W Bundeslidze zadebiutował 22 stycznia 1977 w wygranym 2:1 meczu z VfL Bochum.
Latem 1977 powrócił do Malmö FF. W tym samym roku zdobył z nim mistrzostwo Szwecji. W 1978 odszedł do saudyjskiego Ittihad FC. W 1979 roku przeszedł do amerykańskiego Chicago Sting. W tym samym roku powrócił do Malmö FF. W 1980 roku wywalczył z klubem wicemistrzostwo Szwecji. W 1983 roku przeniósł się do Helsingborgs IF. W 1985 odszedł do Lunds BK, gdzie w 1986 zakończył karierę.
W latach 1997–1998 był trenerem szwajcarskiego BSC Young Boys.

## Kariera reprezentacyjna
W reprezentacji Szwecji Sjöberg zadebiutował 8 sierpnia 1974 w wygranym 2:1 towarzyskim meczu z Norwegią. W 1978 roku został powołany do kadry na Mistrzostwa Świata. Zagrał na nich we wszystkich trzech meczach swojej drużyny - z Brazylią (1:1), Austrią (0:1) i Hiszpanią (0:1). W spotkaniu z Brazylią strzelił także gola. Z tamtego turnieju Szwedzi odpadli po fazie grupowej. W latach 1974–1981 w drużynie narodowej Sjöberg rozegrał w sumie 45 spotkań i zdobył 14 bramek.